# Cherng
Cherng（1990年3月17日—），本名楊承霖、綽號舅舅/國插/內楊，是出生於臺灣臺北的插畫家，Cherng取自本名中「承」字的國語羅馬字拼音。因在Facebook上分享自己創作的馬來貘LAIMO黑白系列的特色插圖而走紅，並且有了馬來貘的稱號。

## 作品特色
- 以簡單的黑白線條與簡潔有力的手寫標題來繪製作品，其插畫內容常使用馬來貘、圓仔、綠豆湯女孩等自創角色作為主角。
- 觀察生活周遭所發生的事情，作為創作時的靈感與素材。

## 經歷
- 畢業於銘傳大學數位媒體設計學系。在學時期就時常透過Facebook的個人頁面來分享自己的作品，獲得很多朋友的支持與轉帖[2]。
- 2011年12月3日，於Facebook開設粉絲專頁，2012年1月在粉絲專頁中發佈第一張圖片[3]，以黑白線條畫風的插畫來分享生活經驗，並於2012年6月正式出道。[4]。
- 2013年12月25日，與彎彎同時在通訊軟體LINE中推出「Cherng's對話插畫集」貼圖，並成為台灣首波上線的付費貼圖。[5]。
- 2014年1月5日，因圓仔熱潮，與臺北市立動物園合作推出「討厭歸討厭，這次還是要對你好一點啦！」宣傳影片，宣導動物園的動物認養計畫，但因影片內容有馬來貘與數種動物聯合欺負「圓仔」的情節，遭到民眾投訴，因此動物園於2月7日將該影片調整為18歲以上才可觀看[6]。2月25日，與大同公司聯名設計家電產品。同年底因與默默文創（12月底宣佈倒閉）有經紀約糾紛，而與經紀人（今YouTube頻道陪沈團的沈）一同被告。[7]
- 2015年1月28日，馬來貘 [8]與爽爽貓、迷路、掰掰啾啾[9]經紀約正式簽給華研國際音樂（至2023年底結束）。[10]
- 2021年12月，義大利時尚品牌GUCCI為慶祝100週，在台灣與Cherng合作推出聯名LINE動態貼圖。[11]

## 著作
- 2012年10月1日《不實用生活百科》
- 2013年1月14日《超現實期末報告－－有關童話的18條秘密考究》
- 2014年7月1日 《新生活運動》--WEBTOON網路漫畫
- 2015年6月30日《跟著來貘one more，two more：一事無成宣導手冊》
- 2017年6月20日《來貘新定義：Cherng出道五週年依舊一事無成特輯（完全保存版）》
- 2020年1月17日《地表最強告解室》

## 展覽與活動
| 日期                         | 活動名稱               | 活動地點             |
| ---------------------------- | ---------------------- | -------------------- |
| 2015年6月19日-2015年9月13日  | 爽啾貘不正經學園       | 松山文創園區四號倉庫 |
| 2017年6月23日-2017年7月16日  | Cherng五週年紀念展     | 誠品敦南店B2藝文空間 |
| 2017年12月14日-2018年1月28日 | 爽啾貘的黑白想         | 高雄夢時代8F時代會館 |
| 2018年10月6日                | LAIMO RUN 來貘黑白亂跑 | 永和綠寶石河濱公園   |
| 2019年5月4日                 | LAIMO RUN 來貘黑白亂跑 | 台中都會公園         |